# Choceň

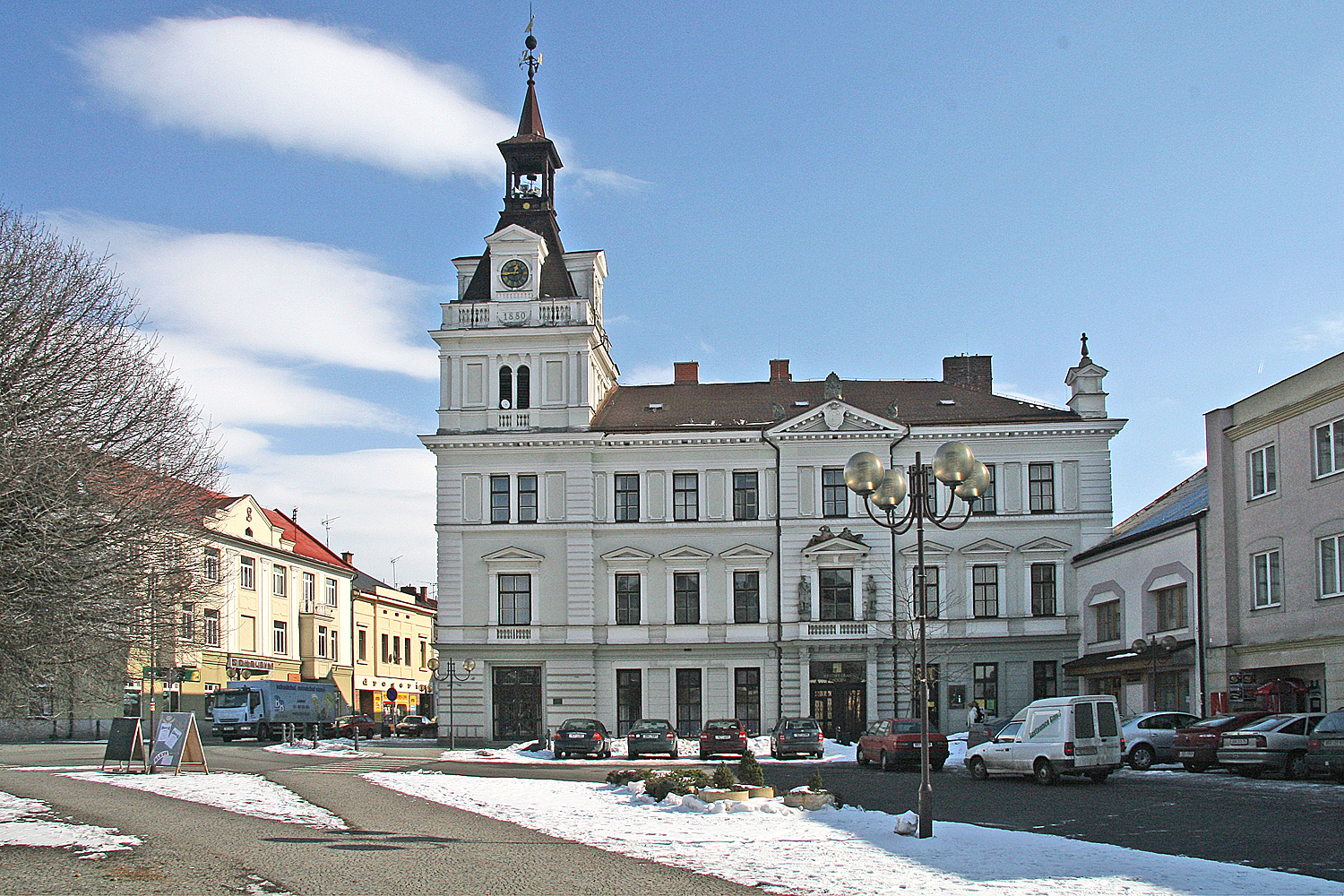
Tyrš-Platz in Choceň

Choceň  (deutsch Chotzen) ist eine Stadt im Okres Ústí nad Orlicí in Tschechien.

## Geographie
Choceň liegt im Tal der Stillen Adler (Tichá Orlice) im Vorland des Adlergebirges in den Ausläufern der Böhmisch-Mährischen Höhe.

## Geschichte
Die Umgebung von Choceň soll schon in der Bronzezeit bewohnt gewesen sein. Sie gehörte im 10. Jahrhundert den Slavnikiden und später den Vršovci. Erstmals erwähnt wurde Choceň 1227 im Testament des Kammerherrn Kojata IV. von Hrabischitz, der das Choceňer Gebiet den Brüdern Sezima und Milota übergab, die Hocen genannt wurden.
1292 wurde Choceň als „villa forensis“ bezeichnet. Es gehörte damals dem böhmischen König Wenzel II. Im ersten Drittel des 14. Jahrhunderts bemächtigte sich der Raubritter Nikolaus (Mikuláš) von Pottenstein Choceňs, der in der ganzen Gegend Raubzüge unternommen haben soll. Deshalb belagerte der damalige Markgraf Karl 1339 die Burg Pottenstein und zerstörte sie. Da Nikolaus in den Trümmern getötet wurde, fielen seine Besitzungen durch Heimfall an König Johann von Luxemburg. Mitte des 14. Jahrhunderts wurden Choceň und die gleichnamige Herrschaft durch König Karl IV. geteilt, wobei vermutlich die kleinere Hälfte den Nachkommen des Nikolaus von Pottenstein übergeben wurde; sie gehörte von 1395 bis 1548 zur Herrschaft Žampach. Die größere Hälfte war 1356 im Besitz des Heinrich (Jindřich) von Lichtenburg. Er und sein Sohn Jan bestätigten in diesem Jahr die Privilegien der Chotzener Vögte. Heinrichs Enkel Jan d. Ä. bekleidete unter Wenzel IV. das Amt des Hofmeisters, gehörte Ende der 1380er Jahre dem Beirat des Landsgerichts an und nannte sich als erster Pykna von Lichtenburg. Nachdem er um 1390 gestorben war, wurden seine Besitzungen von Johann Kruschina von Lichtenburg verwaltet, der zum Vormund der unmündigen Kinder Zikmund, Markéta und Dorota bestellt wurde. Um 1406 gingen die Besitzungen rechtlich an den inzwischen volljährigen Zikmund. Er nahm 1410 an der Schlacht bei Tannenberg teil, bei der er den Tod fand. Seine Chotzener Besitzungen fielen gemäß dem Heimfallrecht an König Wenzel IV., der sie am 10. Oktober 1411 seinem Anhänger Lacek von Kravař übertrug. Da auch Boček II. von Podiebrad wegen seiner verwandtschaftlichen Beziehungen zur Familie Lichtenburg Ansprüche auf Choceň geltend machte, blieben die Eigentumsverhältnisse zunächst ungeklärt. 1412 wurde Choceň dem ostböhmischen Magnaten Puta d. J. von Častolowitz bestätigt und 1417 ein weiteres Mal, nachdem er Zikmunds Schwestern Markéta und Dorota den Erbanspruch abkauft hatte. In den Wirren der Hussitenkriege gelangte Choceň neuerlich an die Familie von Podiebrad. Nach Viktorin von Podiebrads Tod 1427 erlangte Puta, der ein erklärter Gegner der Hussiten und Anhänger des Kaisers Sigismund war, Choceň zurück. Er bestätigte der Stadt die Privilegien. Nach Putas Tod 1434 wurden die Besitzungen zunächst von seiner Witwe Anna von Kolditz verwaltet, die sie 1440 an ihren zukünftigen Ehemann Hynek Kruschina von Lichtenburg verkaufte.
Hynek starb 1454 und sein Sohn Wilhelm Kruschina verkaufte die als Častolowitzer Erbe bezeichneten Besitzungen, zu denen auch Choceň gehörte, an den damaligen Landesverweser und späteren König Georg von Podiebrad. Dessen Sohn Heinrich d. Ä. verkaufte Choceň 1497 an Wilhelm II. von Pernstein. Unter den Pernsteinern wurde Choceň 1548 mit der Ansiedlung Choceňek vereint, die am linken Ufer der Stillen Adler lag. 1559 verkauften sie Choceň sowie die gleichnamige Herrschaft mit 16 Dörfern an Sigismund von Schellenberg. Er gewährte der Stadt einen Jahrmarkt und einen Wochenmarkt und errichtete 1564 das Rathaus. Vermutlich an der Stelle einer mittelalterlichen Feste ließ er ein Herrenhaus errichten, das 1574 zu einem vierflügeligen Schloss umgebaut wurde. 1581 befreite er seine Untertanen von den herrschaftlichen Abgaben.
Anfang des 17. Jahrhunderts kam Choceň an Hartwig Zeidlitz von Schönfeld (Hertvík Zejdlic ze Šenfeldu). Dessen Sohn Rudolf genehmigte 1619 die Gründung einer Weberzunft. Da Rudolf am böhmischen Ständeaufstand teilgenommen haben soll, wurde er nach der Schlacht am Weißen Berg enteignet und seine Besitzungen an Albrecht von Waldstein übertragen. Dieser verkaufte sie schon 1623 an Vinzenz Muschinger von Grumpersdorf (Vincenc Mušinger z Grumperdorfu), von dem sie nach seinem Tod 1628 an dessen Schwiegersohn Ferdinand Sigismund Kurtz von Senftenau (Zikmund Kurz ze Senftenau) gelangte. Im Dreißigjährigen Krieg wurde Choceň 1646 von den Schweden geplündert. 1686 kam es an die Familie von Trauttmansdorff.
1709 erwarb der böhmische Oberstkanzler Wenzel Norbert Oktavian Kinsky Stadt und Herrschaft Choceň. Unter den Kinsky nahm Choceň einen wirtschaftlichen Aufschwung. 1710–1720 wurde das Schloss umgebaut. Nachdem 1725 durch ein Feuer über 30 Häuser und die Kirche vernichtet wurden, erfolgte deren Wiederaufbau. 1746 wurden die Chotzener Besitzungen in ein Fideikommiss umgewandelt. 1845 erhielt Choceň Eisenbahnanschluss an der Strecke Olmütz – Prag. Mit den Verbindungen Choceň – Braunau (1875) und Choceň – Leitomischl (1881) wurde es ein bedeutender Eisenbahnknotenpunkt. Nach der Aufhebung der Patrimonialherrschaft erhielt Choceň 1849 die Stadtrechte.
Die wirtschaftliche Entwicklung während der Ersten Republik wurde durch den Zweiten Weltkrieg unterbrochen.

## Ortsteile
- Březenice (Bresnitz)
- Dvořisko (Dworschisko)
- Hemže (Hemsch)
- Choceň (Chotzen)
- Nová Ves (Neudorf)
- Plchůvky (Pilchuwek)
- Podrážek (Podraschek)

## Sehenswürdigkeiten
- Schloss Choceň mit Schlosspark

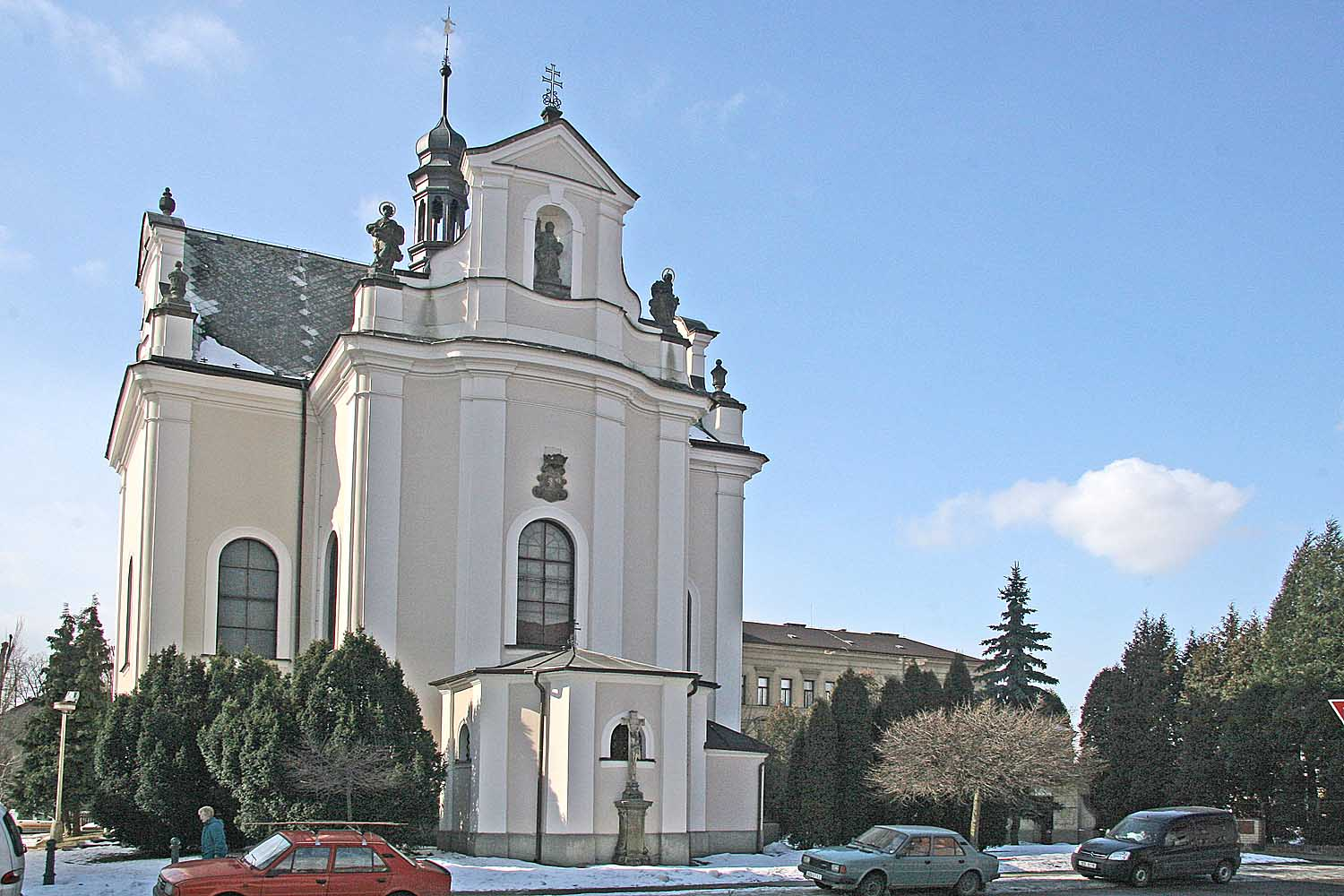
Kirche des hl. Franz von Assisi

- Die Pfarrkirche des hl. Franz von Assisi (Kostel svatého Františka Serafínského) wurde 1728–1733 errichtet.
- Adlergebirgsmuseum (Orlické muzeum)
- Am Stadtrand liegt das Naturreservat Peliny mit auffälligen Pläner-Felsformationen

## Wirtschaft und Verkehr
Der Bahnhof Choceň liegt an der Hauptstrecke von Praha nach Olomouc, wo die Bahnstrecke Choceň–Meziměstí und die Bahnstrecke Choceň–Litomyšl abzweigen.
Seit 1935 hat hier der Flugzeugbauer Beneš-Mráz (später Orličan, Let) seinen Sitz. Die tschechische Niederlassung der Kögel Fahrzeugwerke befindet sich ebenfalls hier.

## Söhne und Töchter der Stadt
- Wenzel Matiegka (1773–1830), Komponist
- Luboš Kubík (* 1964), Fußballer